# Patrick Graham Forrester
Patrick Graham Forrester (El Paso, Texas, 1957. március 31. –) amerikai űrhajós, ezredes.

## Életpálya
1979-ben a West Point Katonai Akadémián szerzett általános mérnöki diplomát. 1980-ban kapott helikopter vezetői jogosítványt. 1984-1989 között Hawaiiban teljesített szolgálatot, mint helikopter zászlóalj hadműveleti tiszt. 1989-ben az University of Virginia keretében megvédte diplomáját. 1992-ben teszt pilóta kiképzésben részesült. Több mint 4400 órát töltött a levegőben, több mint 50 különböző repülőgépet vezetett vagy tesztelt. 1993-tól a Johnson Space Center (JSC) űrtechnológiai mérnöke. Szakmai feladatokat az Űrhajózási Hivatal határozta meg.
1996. május 1-től a Lyndon B. Johnson Űrközpontban részesült űrhajóskiképzésben. Három űrszolgálata alatt összesen 39 napot, 14 órát és 18 percet (950 óra) töltött a világűrben. Négy űrséta (kutatás, szerelés) alatt összesen 25 óra 22 percet töltött az űrrepülőgépen/űrállomáson kívül. Űrhajós pályafutását 2011 augusztusában fejezte be.

## Űrrepülések
- STS–105, a Discovery űrrepülőgép 30. repülésének küldetésfelelőse. A Nemzetközi Űrállomáson kipakolták az olasz MPLM teherűrhajó 4082 kilogramm rakományát. Első űrszolgálata alatt összesen 11 napot, 21 órát és 13 percet (285 óra) töltött a világűrben. Végzett kettő űrsétát, összesen 11 óra 45 perc időtartamban. 6 900 000 kilométert (4 280 000 mérföldet) repült, 185 alkalommal kerülte meg a Földet.
- STS–117, a Atlantis űrrepülőgép 28. repülésének küldetésfelelőse. Az űrhajósok négy űrséta során felszerelték az S3/S4 jelzésű napelemtáblákat az ISS-re. A szolgálati idő alatt folyamatosan küzdöttek a számítógépek egymás után bekövetkező hibáival. Második űrszolgálata alatt összesen 13 napot, 20 órát és 11 percet (332 óra) töltött a világűrben. Végzett kettő űrsétát, összesen 13 óra 45 perc időtartamban. 9 280 000 kilométert (5 800 000 mérföldet) repült, 219 alkalommal kerülte meg a Földet.
- STS–128 a Discovery űrrepülőgép 37. repülésének küldetésfelelőse. A személyzet csere végrehajtásával lehetővé vált, hogy a 3 fős legénység 6 fősre bővüljön. Logisztikai ellátmány szállítása a  Leonardo Multi-Purpose Logistics Module (MPLM) fedélzetén és egy, a hűtőrendszerben használt ammóniát tartalmazó tartály (a Lightweight Multi-Purpose Experiment Support Structure Carrier segítségével) feljuttatása, cseréje. Harmadik űrszolgálata alatt összesen 13 napot, 20 órát és 54 percet (332 óra) töltött a világűrben. 9 262 217 kilométert (5 755 275 mérföldet) repült, 219 alkalommal kerülte meg a Földet.